# まわり道 (琴風豪規の曲)
「まわり道」（まわりみち）は、1982年10月21日に当時の大相撲現役力士・琴風豪規（現NHK相撲解説者・琴風浩一）が発表したシングルである。

## 概要
- 当時大相撲現役力士だった琴風が、1981年11月場所に大関昇進後、約1年ののちに発売したデビュー曲である。
- オリコンチャートでは最高34位留まりも、有線放送などでロングヒットとなり、26.6万枚のセールスを、最終的には50万枚のヒットを記録した。
- 翌1983年には、『スター誕生!』（日本テレビ）で第21代グランドチャンピオンとなった愛田悦子がデビューシングルとしてカバーした（1983年8月21日発売・キングレコード）。
- 同じく元大相撲力士で最高位が大関（のち三保ヶ関親方）だった増位山太志郎も、『男の浪漫-ベストアルバム-』（2013年5月発売）で当曲をカバーしている。

## 収録曲
1. まわり道
  - 作詞：なかにし礼　作曲：三木たかし　編曲：高田弘
2. 酒季の歌